# La Crónica de Aragón
La Crónica de Aragón fue un periódico español editado en Zaragoza entre 1912 y 1920.

## Historia
El diario, fundado por José García Mercadal, salió a la calle el 1 de octubre de 1912. Fue una publicación conservadora y regionalista, de línea editorial independiente. Hacia 1913 tenía una tirada de 8.000 ejemplares. Ello le llevó a rivalizar con el Heraldo de Aragón. Fundado originalmente como La Crónica, el 31 de octubre de 1915 adquirió su título definitivo.
Durante la Primera Guerra Mundial llegó a adoptar posturas abiertamente germanófilas.
En 1916 la publicación fue adquirida por el grupo que encabezaba J. García Sánchez, director del Banco Zaragozano. Por la dirección van a pasar, entre otros, Andrés Giménez Soler, Amadeo Antón o Domingo Miral. Continuaría editándose hasta finales de 1920, coincidiendo con una huelga de obreros tipógrados. Su último número es del 10 de octubre de 1920.